# IBC Energie Wasser Chur
IBC Energie Wasser Chur ist das Strom-, Wasser-, Gasenergie- und Wärme-Versorgungsunternehmen der Stadt Chur in der Schweiz.

## Geschichte
Die IBC entstand 1896, als die Stadt Chur das damalige Elektrizitätswerk, das Gaswerk und die Wasserversorgung als Industrielle Betriebe der Stadt Chur zusammenfasste. Heute ist die IBC das einzige Querverbund-Unternehmen als Zusammenfassung von betrieblichen Organisationseinheiten kommunaler Versorgung  in Graubünden.

## Tätigkeitsgebiet
Die Aktivitäten der IBC Energie Wasser Chur umfassen im Wesentlichen die Bereiche Stromversorgung, Wasserversorgung, Versorgung mit Gasenergie, Wärmeversorgung sowie Angebote im Bereich Mobilität (Erdgas fahren und Elektromobilität), Zusammenschluss zum Eigenverbrauch (ZEV) und Smart Energy.
Als Stromversorger beliefert die IBC die Stadt Chur, Maladers und Haldenstein. Im Versorgungsgebiet bringen vier Unterwerke und rund 200 Transformatorenstationen die Energie auf die niedrigere Spannungsebene zur Verteilung an die Haushalte und das Gewerbe. Über das rund 400 Kilometer lange Verteilnetz werden knapp 40'000 Menschen versorgt.
Das Churer Trinkwasser stammt aus nahe gelegenen Bergquellen und aus dem Grundwasser des Churer Rheintals. Die Trinkwasserquellen der Stadt Chur befinden sich in Valbella (Scharmoin), Parpan und am Mittenberg. Im Jahresdurchschnitt setzt sich das Trinkwasser aus 80 % Quellwasser und 20 % Grundwasser zusammen. Die IBC unterhält sechs Reservoirs mit einem Gesamtfassungsvermögen von 6,48 Millionen Litern. Im Versorgungsgebiet befinden sich rund 137 öffentliche Brunnen und 720 Hydranten.
Als Gasversorger beliefert die IBC Menschen in Chur, Trimmis, Untervaz, Domat/Ems, Landquart und Thusis mit Gasenergie-Produkten. Das Versorgungsnetz umfasst über 110 Kilometer Transport- und Verteilleitungen.
Die IBC betreibt mehrere Nahwärmeverbunde und ein Anergienetz. Zusammen mit dem Kantonsspital Graubünden und dem Gemeindeverband für Abfallentsorgung Graubünden (GEVAG) betreibt die IBC die Fernwärme Chur AG. Zudem betreibt die IBC zusammen mit der Gemeinde Domat/Ems und der Rhiienergie die Wärmeverbund Domat/Ems AG sowie zusammen mit der AG Elektrizitätswerk Maienfeld den Energieverbund Maienfeld AG.